# جورج تايلور (لاعب كرة قاعدة أمريكي)
جورج تايلور (بالإنجليزية: George Taylor)‏ هو لاعب كرة قاعدة أمريكي، (و. سبتمبر 1869  م).